# Nokia 5
O Nokia 5 é um smartphone Android que a empresa finlandesa HMD Global lançou sob a marca Nokia, esse ano. Ele foi anunciado juntamente com o Nokia 6, Nokia 3, e o remake do Nokia 3310 na MWC 2017, em Barcelona.
O Nokia 5 foi lançado na Índia em 13 de junho de 2017.

## Especificações

### Software
O Nokia 5 foi lançado com Android 7.1.1 Nougat, foi atualizado para as versões 8.0 e 8.1 (Oreo), e no início de 2019, recebeu também atualização para o Android 9 (Pie). O smartphone recebe várias atualizações de segurança para manter os utilizadores protegidos. O Android é puro, ou seja, as chances de bloqueios e atrasos de atualizações, são muito reduzidas.

### Hardware[4]
Este modelo possui uma configuração de gama média-baixa. Mais especificamente, os seguintes componentes:
- CPU Qualcomm Snapdragon 430 com 8 núcleos a 1.4GHz
- GPU Adreno 505
- Modem 4G 150mbps Snapdragon X6 LTE
- 2 ou 3 GB de RAM (depende do modelo)
- 16GB de memória de armazenamento
- Ecrã 720p HD de 5.2 polegadas IPS LCD
- Sensor de impressão digital
- Bateria de 3000mAh